# Jean-Pierre Cherid
 (octobre 2023).
 (octobre 2023).
La mise en forme du texte ne suit pas les recommandations de Wikipédia : il faut le « wikifier ».
Les points d'amélioration suivants sont les cas les plus fréquents. Le détail des points à revoir est peut-être précisé sur la page de discussion.
- Les titres sont pré-formatés par le logiciel. Ils ne sont ni en capitales, ni en gras.
- Le texte ne doit pas être écrit en capitales (les noms de famille non plus), ni en gras, ni en italique, ni en « petit »…
- Le gras n'est utilisé que pour surligner le titre de l'article dans l'introduction, une seule fois.
- L'italique est rarement utilisé : mots en langue étrangère, titres d'œuvres, noms de bateaux, etc.
- Les citations ne sont pas en italique mais en corps de texte normal. Elles sont entourées par des guillemets français : « et ».
- Les listes à puces sont à éviter, des paragraphes rédigés étant largement préférés. Les tableaux sont à réserver à la présentation de données structurées (résultats, etc.).
- Les appels de note de bas de page (petits chiffres en exposant, introduits par l'outil «  Source ») sont à placer entre la fin de phrase et le point final[comme ça].
- Les liens internes (vers d'autres articles de Wikipédia) sont à choisir avec parcimonie. Créez des liens vers des articles approfondissant le sujet. Les termes génériques sans rapport avec le sujet sont à éviter, ainsi que les répétitions de liens vers un même terme.
- Les liens externes sont à placer uniquement dans une section « Liens externes », à la fin de l'article. Ces liens sont à choisir avec parcimonie suivant les règles définies. Si un lien sert de source à l'article, son insertion dans le texte est à faire par les notes de bas de page.
- La présentation des références doit suivre les conventions bibliographiques. Il est recommandé d'utiliser les modèles {{Ouvrage}}, {{Chapitre}}, {{Article}}, {{Lien web}} et/ou {{Bibliographie}}. Le mode d'édition visuel peut mettre en forme automatiquement les références.
- Insérer une infobox (cadre d'informations à droite) n'est pas obligatoire pour parachever la mise en page.

Pour une aide détaillée, merci de consulter Aide:Wikification.
Si vous pensez que ces points ont été résolus, vous pouvez retirer ce bandeau et améliorer la mise en forme d'un autre article.
Jean-Pierre Chérid, né le 20 novembre 1940 à Alger et décédé le 19 mars 1984 à Biarritz, France, est un militant français d'extrême droite puis un mercenaire.

## Biographie

### Jeunesse
Jean-Pierre Chérid est d'origine marocaine et pied-noir. Il est installé en Algérie.

### Armée
En 1959, âgé de dix-neuf ans, il s'engage chez les parachutistes, dans l'armée française pendant la guerre d'Algérie (1954-1962).
Le 22 avril 1961, il déserte avec plusieurs de ses chefs, lors du putsch des généraux d'Alger, et rejoint l'Organisation armée secrète (OAS).

### Condamnation et évasion
Au cours de l'année 1962, il vient clandestinement en métropole commettre des attentats sur le territoire français pour le compte de l'Organisation armée secrète (OAS). Arrêté, condamné à une peine de trente ans d'emprisonnement, il s'évade de l'hôpital pénitentiaire de Toulouse. Interpellé une seconde fois à Barcelone, il est relâché par les autorités espagnoles du général Franco.
En 1964, il rejoint les anciens des commandos Delta, bras armé de  l'OAS, installés sur la Costa-Blanca espagnole, parfois dans des camps de fortune en bord de mer. Ils attendent l'amnistie, elle ne viendra qu'en 1968 en France. Ils se sont regroupés autour de leurs anciens chefs de l'OAS. Pendant des mois, ces chefs s'efforcent de les sortir de prison ou tenter de les raisonner. C'est le souvenir du colonel Jean Gardes, l'un des auteurs du putsch des généraux d'Alger, publié dans le journal Le Monde.
Lors de son séjour en Costa Blanca, Jean-Pierre Chérid se marie avec une Espagnole, originaire d'Alicante. Il fait de nombreux petits métiers dans cette ville. Il est parmi les premiers à s'enrôler à Alicante chez les recruteurs de Moïse Tshombe, qui cherchent des mercenaires pour la guerre du Biafra. Il survit au « désastre militaire du Biafra » mais fait un séjour dans un hôpital du Portugal, avant de revenir en Espagne.
Par la suite, Chérid s'installe à Madrid, officiellement employé comme représentant de commerce. Les policiers retrouvent parfois sa trace, notamment lors d'un attentat contre le président algérien Houari Boumediène, pour lequel son frère est condamné.
À partir des années 1970, il s'installe définitivement au-delà des frontières du Pays basque, quand l'administration franquiste envisage des représailles pour l'assassinat du premier ministre espagnol, l'amiral Carrero Blanco, commis en 1973. Cet assassinat va donner lieu à la création du Bataillon basque espagnol (BVE) à partir de 1975. Ce bataillon sera ensuite agrandi pour devenir le Groupes antiterroristes de libération (GAL) à partir de 1983. C'est lui qui a trouvé les hommes, la plupart d'anciens membres de l'OAS, recrutés pour exécuter l'un après l'autre - au nom du Bataillon basque espagnol - les membres du commando d'ETA, autour de l'année 1978.
Chérid est ainsi très tôt l'homme de confiance des services de renseignement, et personnellement liés aux hommes des services secrets et aux forces de sécurité espagnoles qui ont organisé une guerre illégale contre l'ETA au Pays Basque français, sous différentes dénominations (Antiterrorismo ETA, Batallón Vasco Español ou escadrons de la mort AAA). Des responsables de la police espagnole, comme le commissaire Connesa, « venaient parfois à la maison », racontera sa femme après sa mort. Et il « bénéficiait des plus hautes protections ». Beaucoup d'anciens terroristes des commandos Delta sont installés dans la région et « se disent ses amis », sans forcément le suivre. Parmi eux le restaurateur réputé de l'Auberge de France, Jean Decouty, ex-compagnon d'armes de Jean Bastien-Thiry à l'OAS. Il avait participé au Bataillon basque, avant de se ranger et devenir « un notable de la Costa-Blanca ». Ce fut le cas de Jean-Claude Ruiz, impliqué dans un attentat anti-basque, dont les parents aussi habitaient Alicante, et de Jacques Debesa, « condamné à Pau dans une affaire de même nature ».
Sous les administrations de l’Union du Centre Démocratique, pendant la « transition espagnole » d'après-franquisme, Cherid était l'un des mercenaires d'extrême-droite engagés par les services secrets espagnols, alors membres du SECED, pour participer au massacre de Montejurra en 1976 contre le Parti carliste de gauche. Sur les photos prises lors de cette assemblée, il apparait au milieu d'extrémistes italiens.

## Lieux de résidence
Il a principalement vécu dans les environs d'Alicante, dans « des villas discrètes », où était encore observée dans les années 1980 la « présence d'une bonne cinquantaine d'anciens OAS », ce qui va « bien embarrasser, depuis 1982, les autorités de Madrid » (Le nouveau premier ministre est un socialiste, Felipe Gonzales). Les policiers observent en particulier les fréquents séjours que certains hommes d'affaires basques, suspectés de commanditer le GAL, font sur la Costa-Blanca. L'arrivée des socialistes au pouvoir à Madrid mettra fin à « la bienveillance, voire l'impunité, de l'ère franquiste ». Les autorités préfèrent à partir de cette date recruter des truands français dans le milieu à Pau, Bordeaux et Biarritz pour assassiner des indépendantistes basques. Le premier essai a eu lieu en septembre 1979, avec quatre truands bordelais, qui se font prendre dès la première opération. Dans les années 1980, ce sera les frères Perret, « malfaiteurs français d'origine pied-noir installés à Benicàssim », également sur la côte espagnole mais plus loin, anciens de la bande des « Trois Canards », qui passaient au début des années 1980, « pour les sergents recruteurs de la seconde génération de commandos anti basques, plus marquée par le banditisme du sud-ouest de la France ». Des anciens des commandos Delta d'Alicante dénoncent alors la présence dans la région de « ces truands qui s'affublent d'un passé OAS imaginaire pour faire leurs petites affaires tranquillement ». La reprise des attentats anti basques, en 1984, cette fois sous la signature du GAL, est suivie par des enquêtes « menées à Alicante ». Un rapport, « jamais rendu public », fut rédigé par des commissaires des brigades spéciales à l'intention du ministère de l'intérieur.
Parmi les autre lieux où résidait Cherid, la Transalpine, officine madrilène maquillée en agence de voyages, une pizzeria de San-Sebastian, au Pays Basque, qui lui offrait une couverture. Cherid en fut le gérant un peu avant les années 80, avec l'Italien Giuseppe Calzona, qui, de son côté, a été arrêté le 17 juillet 1984 dans la capitale espagnole.

## Proches
Parmi ses proches, on compte Marcel Cardonna (ex-OAS) qui a été déchiqueté par la bombe qu'il avait posée à Biarritz en juillet 1975, Didier Baujon (ex-OAS), ou encore Jo Zurita (ex-OAS), témoin au procès Ben Barka, et ami de Georges Figon, arrêté en juillet 1980.

## Assassinats
Cherid a participé à l'assassinat en 1978 d'Argala, membre de l'ETA, qui avait été accusé d'avoir participé à l'assassinat en 1973 du Premier ministre de Francisco Franco, Luis Carrero Blanco. Aucune organisation n’a revendiqué la responsabilité du meurtre.

### 1979
En 1979, il dirige une escouade qui tente sans succès d'assassiner un militant de l'ETA, Txomin, à Biarritz. Quelques mois plus tard, son équipe assassinait un autre militant de l'ETA, Enrique Álvarez, "Korta", à Bayonne .
Son nom et celui de Mohamed Talbi, (un autre pied-noir, ancien mercenaire et ex de l'OAS, également accueilli par les services secrets espagnols après la libération de l'Algérie), est cité pour l'assassinat du militant basque Francisco Martin Eizaguirre en région parisienne, le 28 juin 1979. Il a reçu cinq balles dans le dos pendant qu'il mangeait dans un restaurant vietnamien, un mois après sa sortie de l'hôpital. Le lendemain, le 29 juin, un autre basque espagnol, Aurelio Fernandez-Cario, a été assassiné dans la rue, devant son domicile, à Choisy-le-Roi (Val-de-Marne). Il avait pu photographier deux policiers espagnols qui le suivaient partout, remarqués aussi par ses collègues venus lui rendre visite. Les deux ont été tués par deux hommes qui ont pris la fuite.
Un article du journaliste Alfredo Semprún, connu pour ses relations avec la police, dans le numéro 3497 de l'hebdomadaire franquiste Blanco y Negro du 9 au 15 mai 1979, avait accusé nommément Eizaguirre d'être le coordinateur d'un sommet terroriste européen. Eizaguirre y répondit par une lettre publiée  dans la revue Punto y Hora 29 mai, se disant la prochaine cible de « la sale guerre » et présumant une attaque contre lui. Le quotidien français de gauche Le Matin enquêta et rapporta que les assassins avaient été payés par l'État espagnol.
L'année 1979 est marquée par de nombreuses polémiques dans la presse et un « scandale de taille » : le juge espagnol Gómez Chaparro a remis en liberté les inculpés de l’assaut de la faculté de Droit de la Complutense, en janvier. Puis, il avait à Pâques, en avril 1979, facilité la fuite de l’un des assassins des avocats d’Atocha, Fernando Lerdo de Tejada, en lui octroyant une permission de sortie pour ses vacances. Le quotidien espagnol El País, y a consacré son éditorial, intitulé « Les vacances d’un criminel » le 26 avril 1979, après une interview de Lerdo de Tejada, menée par le journaliste Alfredo Semprún à Perpignan,.

### 1980
Le 31 décembre 1980, Cherid a tué José Martín Sagardía, membre de l'ETA, à Biarritz. Cette fois, le BVE a revendiqué l'assassinat.
Le changement d'administration en Espagne en 1982 n'a pas affecté sa collaboration avec les efforts clandestins de « guerre sale » contre l'ETA, et donc avec les Grupos Antiterroristas de Liberación (GAL). C'était la nouvelle dénomination des escadrons de la mort opérant en France pendant que le Parti socialiste ouvrier espagnol les commandait en Espagne.

## Décès
Cherid est mort le 19 mars 1984, dans une explosion survenue lors de la manipulation d'explosifs destinés à assassiner le comité exécutif de l'ETA. Parmi ses restes, une autorisation appartenant aux services d'information de la Guardia Civil a été retrouvée.
En 1996, lors de la commission spéciale du Parlement espagnol sur la « sale guerre », il a été révélé que la famille de Cherid avait demandé une pension au ministère espagnol de l'Intérieur. Álvaro Martínez Sevilla, sénateur espagnol de la Gauche Unie, a affirmé que l'ancien ministre espagnol de l'Intérieur José Barrionuevo (condamné plus tard pour son implication dans un enlèvement commis par le GAL) avait ordonné que la veuve de Cherid reçoive une pension viagère. Le ministre a démenti.
En 2008, Cherid a été accusé d'être impliqué dans la disparition en 1976 du militant de l'ETA Pertur, généralement attribuée à l'organisation. Selon le témoignage d'un néofasciste italien, Cherid gérait une maison à l'extérieur de Barcelone, où des escadrons de la mort torturaient les personnes kidnappées pour le compte des services de renseignement espagnols.